# Odense Å
Odense Å – rzeka w Danii o długości 53 km i powierzchni dorzecza 785 km², przepływająca przez wyspę Fionia. Uchodzi do Morza Bałtyckiego.